# Rożniaty
Rożniaty is een dorp in de Poolse woiwodschap Subkarpaten. De plaats maakt deel uit van de gemeente Padew Narodowa.